# Milena Jesenská
Milena Jesenská (10. srpna 1896, Praha – 17. května 1944, koncentrační tábor Ravensbrück, Německo) byla česká novinářka, spisovatelka a překladatelka.

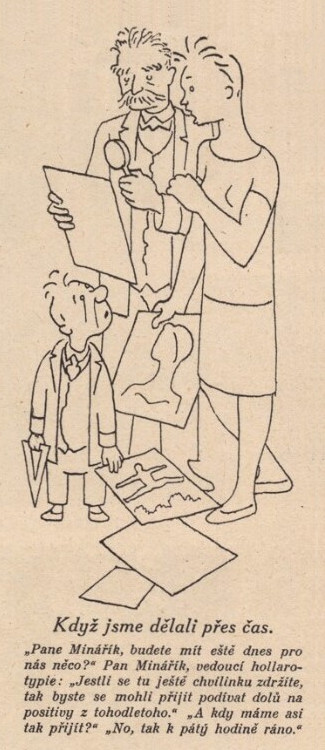
V. H. Brunner: Milena Jesenská v redakci Pestrého týdne (1927)

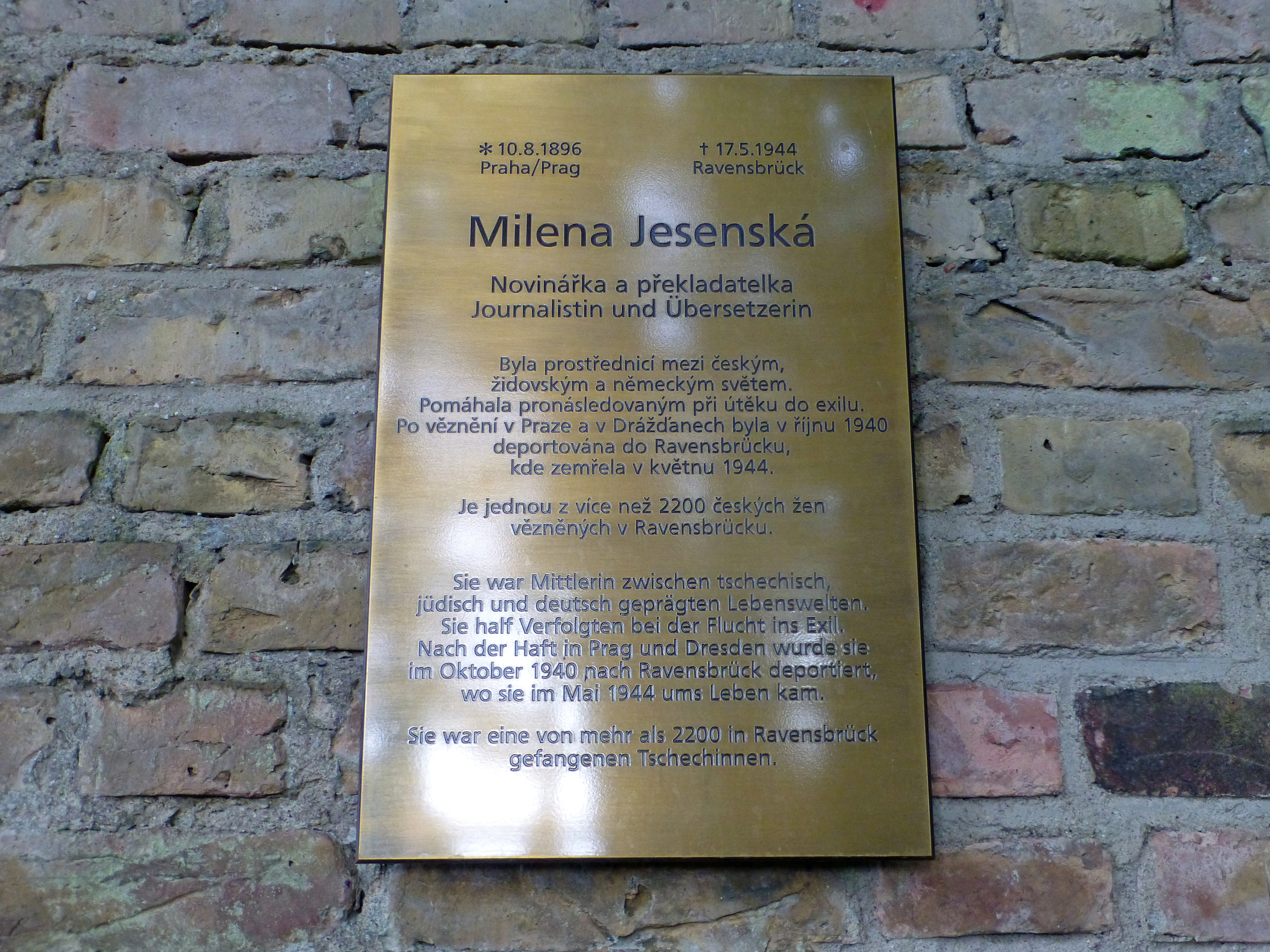
Pamětní deska Mileny Jesenské v koncentračním táboře Ravensbrück

## Život

### Mládí
Narodila se v rodině pražského univerzitního profesora a stomatologa Jana Jesenského (1870–1947) a jeho ženy Mileny, rozené Hejzlarové (1874–1913, dcery školního inspektora dr. Františka Hejzlara). Bydleli na Starém Městě v domě čp. 377/I v Ovocné ulici (dnes ulice 28. října). V sedmnácti letech Mileně matka zemřela a Jesenská zůstala sama se svým otcem. Navštěvovala dívčí gymnázium Minerva, v německo-židovské intelektuální společnosti kolem kavárny „Cafe Arco“ (na rohu Hybernské a Havlíčkovy ulice) se seznámila mj. se spisovateli Maxem Brodem a Franzem Werfelem.
Na přání svého otce studovala v Praze na Karlově univerzitě medicínu, které však zanechala po několika semestrech. Ve 20 letech se setkala s Ernstem Pollakem, o deset let starším literátem, který pracoval jako překladatel u jedné pražské banky. Proti vůli svého otce se za něj provdala a v roce 1918 se s ním přestěhovala do Vídně. S otcem (částečně kvůli vzdorovitému sňatku) přerušila na čas téměř všechny styky. Manželství s Ernstem Pollakem se záhy dostalo do krize. Vzhledem k manželovým nízkým příjmům začala dávat hodiny češtiny (mezi její žáky patřil např. rakouský spisovatel Hermann Broch) a začala se živit překlady a novinařinou. Překládala z němčiny pro české noviny a externě také přispívala fejetony do módních magazínů. Záhy začala dopisovat do řady českých novin a brzy si vybudovala pověst výborné novinářky.

### Přátelství s Franzem Kafkou
V roce 1919 ji zaujala povídka tehdy nepříliš známého spisovatele Franze Kafky Der Heizer (Topič), a proto napsala autorovi, zda smí povídku přeložit. Tím začala jejich vzájemná spolupráce a korespondence, která skončila až v roce 1923 krátce před Kafkovou smrtí. Jejich přátelství bylo téměř výhradně korespondenční. Setkali se jen dvakrát, jednou na čtyři dny ve Vídni a později na den v pohraničním městě Gmünd. Próza Topič byla jejím prvním překladem Kafky do češtiny, posléze přeložila do češtiny i Kafkův Proces, Rozjímání a Ortel. Kromě Franze Kafky se znala osobně i s Maxem Brodem, Franzem Werfelem, Karlem Krausem, Karlem Čapkem a Ferdinandem Peroutkou.

### První republika, manželství
Krátce po Kafkově smrti se rozešla s Pollakem a odstěhovala se nejprve do Drážďan a v roce 1925 zpět do Prahy, kde se podruhé provdala, a to za českého architekta Jaromíra Krejcara. V roce 1928 se jim narodila dcera Jana („Honza“), pozdější spisovatelka Jana Krejcarová–Černá (1928–1981). Jesenská patřila k pražské literární scéně, před válkou kosmopolitní, a uplatnila své literární schopnosti především jako novinářka. Mimo Peroutkovy Přítomnosti, kterou vedla v letech 1938 až 1939, přispívala také do deníku Tribuna, Národních listů, Lidových novin, magazínu Pestré listy, roku 1926 byla krátce redaktorkou týdeníku Pestrý týden. V deníku České slovo vedla rubriku Ženská hlídka, v níž radila hospodyňkám s vařením a vedením domácnosti. Ačkoliv sama tyto praktické znalosti neměla, tlumočila své rady a recepty z dopisů čtenářek a bavila se jejich mystifikací.
Jako řada českých levicových intelektuálů a literátů První republiky (např. Jaroslav Seifert) i ona krátce sympatizovala s komunistickou stranou a psala i do novin Svět práce. V domě v Žitné ulici (který projektoval Krejcar) se scházela levicová kulturní společnost (býval tam hostem například Julius Fučík). Poté, co se dozvěděla o zločinech stalinismu, v roce 1936 z KSČ vystoupila. Jesenská trpěla revmatismem, vážně nemocná začala být po porodu dcery. Stala se závislou na morfiu (závislosti se zbavila až v roce 1938). Rozčarováním skončilo i její manželství s Jaromírem Krejcarem.

### Nacistická okupace a smrt
Po připojení zbytku Čech a Moravy k třetí říši se aktivně účastnila protinacistického odboje a pomáhala při emigraci řadě židovských rodin. V listopadu 1939 byla pro svou protinacistickou činnost zatčena. Následujícího roku byla deportována tzv. „na převýchovu“ do koncentračního tábora Ravensbrück, kde pracovala na ošetřovně a byla morální oporou ostatním vězeňkyním. V Ravensbrücku také potkala Margarete Buber-Neumannovou, rovněž bývalou novinářku, která o ní napsala knihu. V Ravensbrücku zemřela v roce 1944 na selhání ledvin.

### Pražské adresy
- Prokopovo náměstí čp. 260/4 – rodný dům. V rohovém domě se v 10. srpna 1896 narodila zubnímu lékaři Janu Jesenskému jediná dcera pojmenovaná po matce Milena. Otec měl v prvním patře byt s ordinací.
- ulice 28. října (dříve Ovocná) čp. 377/13 – bydleli v posledním patře, v 1. patře měl její otec soukromou ordinaci
- Spálená čp. 99/33
- Kouřimská čp. 2326/6 – poslední pražská adresa před jejím zatčením v listopadu 1939

## Dílo
- Mileniny recepty, Pražská akciová tiskárna, 1925 (v témže roce dvě vydání)
- Cesta k jednoduchosti, 1926
- Člověk dělá šaty, 1927

Posmrtná vydání článků, esejů a reportáží (většinou psaných pro časopis Přítomnost, 30. léta)
- HEGNEROVÁ, Ludmila. Milena Jesenská zvenčí a zevnitř : antologie textů Mileny Jesenské. 1. vyd. Praha: Nakladatelství Franze Kafky, 1996. 37 s. ISBN 80-85844-17-6.
- JESENSKÁ, Milena. Nad naše síly : Češi, Židé a Němci 1937-1939. Příprava vydání Václav Burian. 1. vyd. Olomouc: Votobia, 1997. 258 s. ISBN 80-7198-233-4.[4]
- WAGNEROVÁ, Alena. Dopisy Mileny Jesenské. 1. vyd. Praha: Prostor, 1998. 271 s. ISBN 80-85190-91-5.
- JESENSKÁ, Milena. Křižovatky: (Výbor z díla). Příprava vydání Marie Jirásková. 1. vyd. Praha: Torst, 2016. 879 s. ISBN 978-80-7215-520-0.

Německy
- Milena Jesenská. „Alle meine Artikel sind Liebesbriefe“ (Milena Jesenská. „Všechny mé články jsou milostné dopisy“), vydala Alena Wagnerová, Bollmann Verlag, Köln, 1994
- „Ich hätte zu antworten tagelang und nächtelang“ – Die Briefe von Milena („Mohla bych odpovídat dny a noci“ – Dopisy Mileny), vydala Alena Wagnerová (mj. Fischer Taschenbuch Verlag, Frankfurt am Main, 1999)
- „Alles ist Leben“ – Feuilletons und Reportagen 1919–1939 („Všechno je život“ – fejetony a reportáže 1919–1939), vydala Dorthea Rein, BtB bei Goldmann, 1999

Anglicky
- The Journalism of Milena Jesenska: A Critical Voice in Interwar Central Europe (Žurnalismus Mileny Jesenské: Kritický hlas v meziválečné střední Evropě), přeložila a vydala Kathleen Hayes, New York: Berghahn Books, 2003

## Ocenění
Přestože byla významnou českou novinářkou a překladatelkou v období první republiky, stala se celosvětově známá především jako blízká přítelkyně Franze Kafky (vedle Felice Bauerové a Julie Vohryzkové) – „Kafkas Freundin Milena“ („Kafkova přítelkyně Milena“). Její tvorba – fejetony, články, svědectví a reportáže o meziválečné střední Evropě, problematice jejích společností a jejích vztahů – se dočkala zaslouženého světového uznání až po druhé světové válce. Roku 1996 jí byl in memoriam propůjčen Řád T. G. Masaryka II. třídy. V roce 1995 byla institucí Jad vašem poctěna udělením ceny Spravedlivá mezi národy v Jeruzalémě.
Jménem Mileny Jesenské je též pojmenována mezinárodní žurnalistická cena a Zvláštní cena Mileny Jesenské novinářské ceny Česko-německého fondu budoucnosti za "činy, vyjadřující občanskou statečnost a zasazující se o multikulturní porozumění, toleranci a soužití obyvatel obou zemí ve společné Evropě".

## Knihy o Jesenské

### Biografie, vzpomínky
- Jana Černá: Adresát Milena Jesenská, Praha : Klub přátel poesie, 1969,
  - 2. vydání: Praha : Concordia, 1991. ISBN 80-900124-4-2
  - 3. vydání: Praha : Torst, 2014, 189 s. ISBN 978-80-7215-481-4
- Jaroslava Vondráčková: Kolem Mileny Jesenské, Praha : Torst, Centrum Franze Kafky, 1991, ISBN 80-900149-2-5
  - druhé opravené a doplněné vydání: Praha : Torst, 2014, 332 s. ISBN 978-80-7215-482-1
- Alena Wagnerová: Milena Jesenská, přeložila Alena Bláhová, Praha : Prostor, 1996, ISBN 80-85190-50-8
- Monika Zgustová: Jsem Milena z Prahy, Ikar, 2024, ISBN 978-80-249-5510-0

anglicky:
- Margarete Buber-Neumann: Milena, the Tragic Story of Kafka's Great Love (Milena, tragický příběh Kafkovy velké lásky)
- Mary Hockaday: Kafka, Love and Courage: The Life of Milena Jesenska (Kafka, láska a odvaha: Život Mileny Jesenské)
- Jana Černá: Kafka's Milena (Kafkova Milena), Northwestern, 1993

francouzsky:
- Jana Černá: Vie de Milena (Život Mileny), Le livre de poche, 1993
- Margarete Buber-Neumann: Milena, Seuil, Points, 1997
- Mary Hockaday: Milena de Prague (Milena z Prahy), Calman-Lévy, 1997

německy:
- Margarete Buber-Neumann: Kafkas Freundin Milena (Kafkova přítelkyně Milena), 1963
- Margarete Buber-Neumann: Milena Jesenská: „Sterben allein ist zu wenig“ (Milena Jesenská: „Jenom umřít je málo“), List, 2001
- Alois Prinz: Ein lebendiges Feuer: die Lebensgeschichte der Milena Jesenská (Život jako oheň: životní příběh Mileny Jesenské), Beltz & Gelberg, Weinheim 2016, ISBN 978-3-407-82177-5.

### Další
- Franz Kafka: Briefe an Milena (Dopisy Mileně)
- Nahum N. Glatzer: The Loves of Franz Kafka (Lásky Franze Kafky), Schocken, 1986